# Canthon humectus
Canthon humectus là một loài bọ cánh cứng trong họ Bọ hung (Scarabaeidae).